# George C. Cox
George Collins Cox (1851, New Jersey – 1903, Trenton) byl americký fotograf známý svými portréty spisovatele Walta Whitmana a Henryho Warda Beechera.

## Galerie

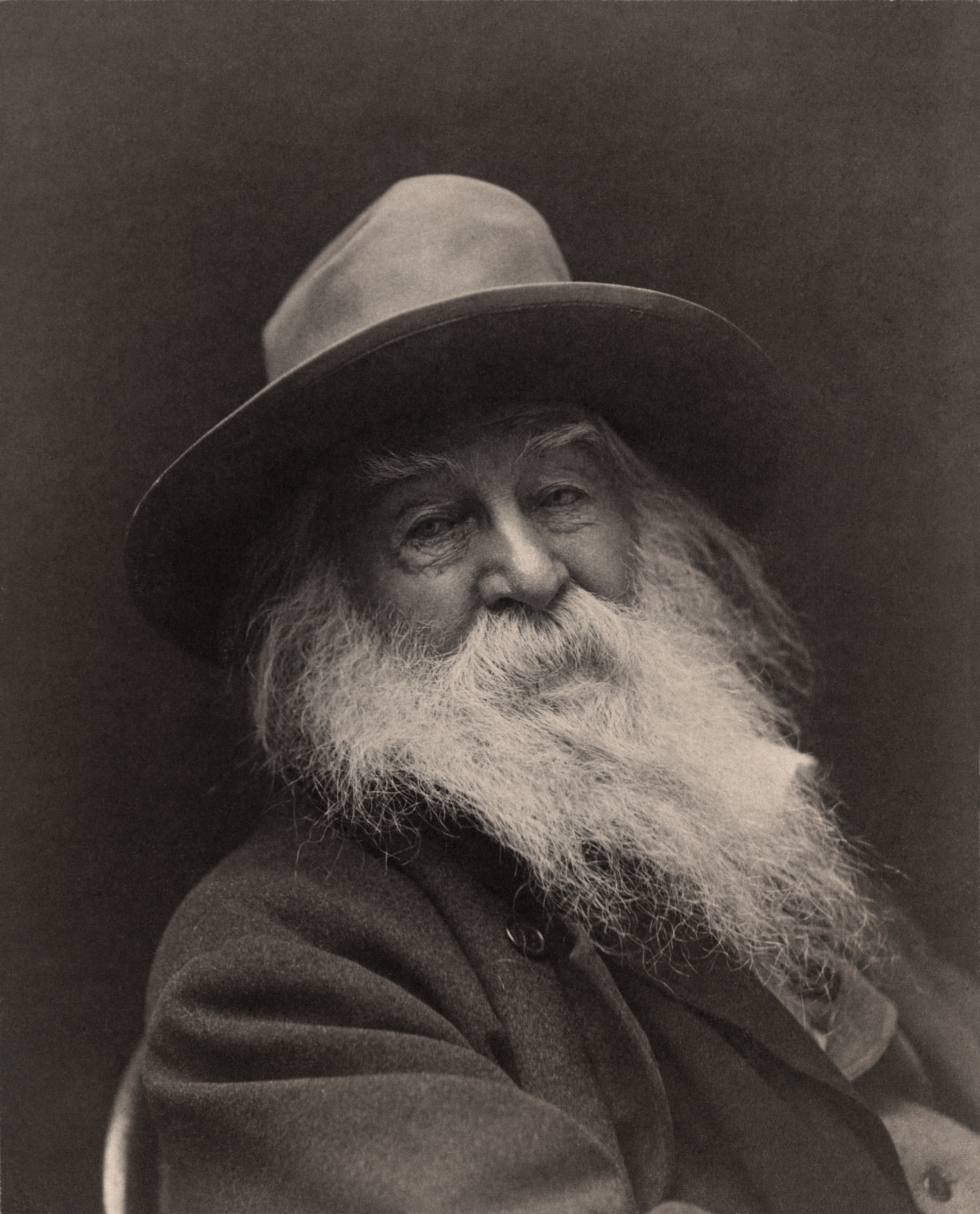
Portrét Walta Whitmana, 1887
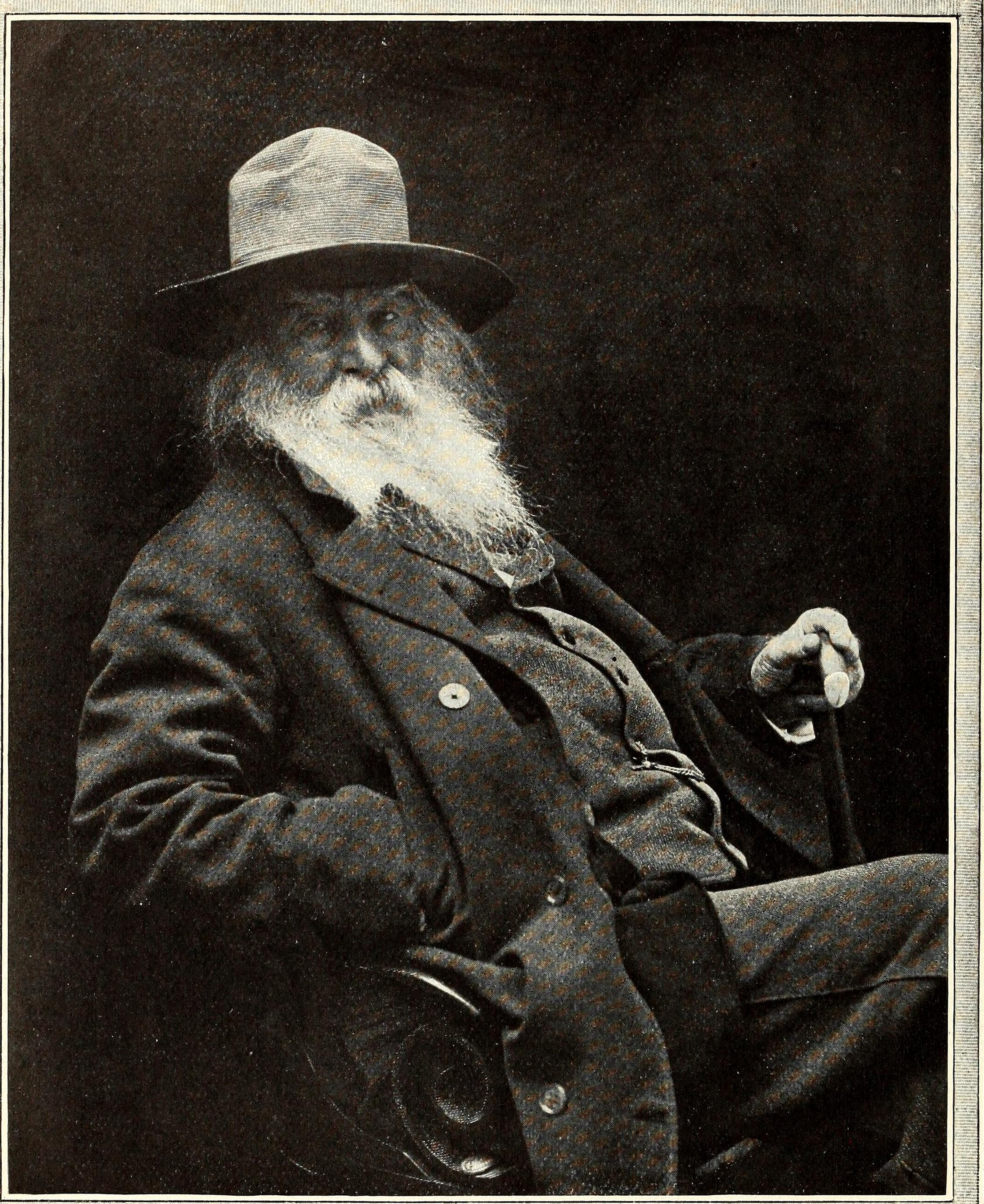
Walt Whitman, 1893
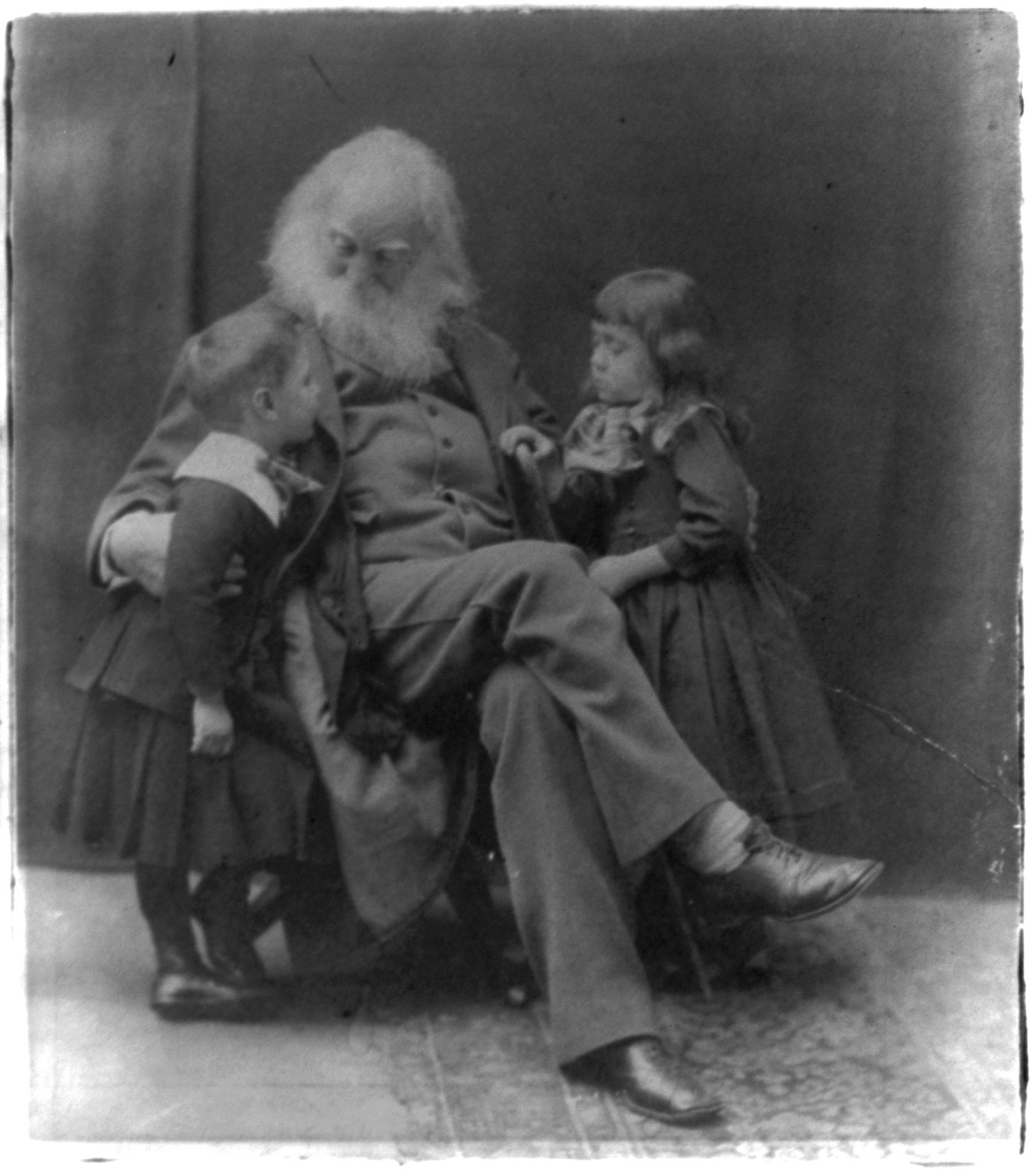
Walt Whitman, E. O. Nigel Cholmeley-Jones a Jeanette Cholmeley-Jones, 1887
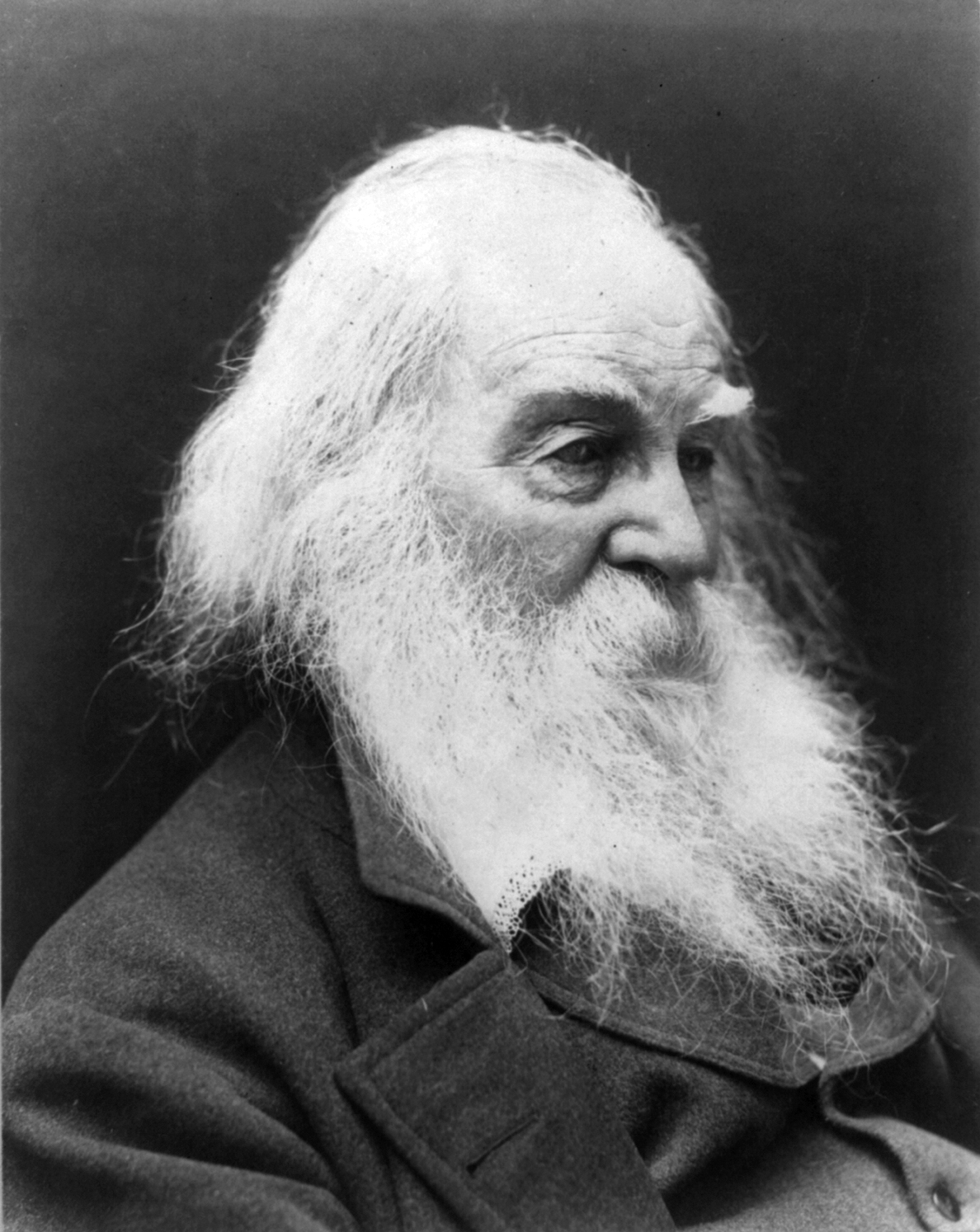
Walt Whitman, 1887
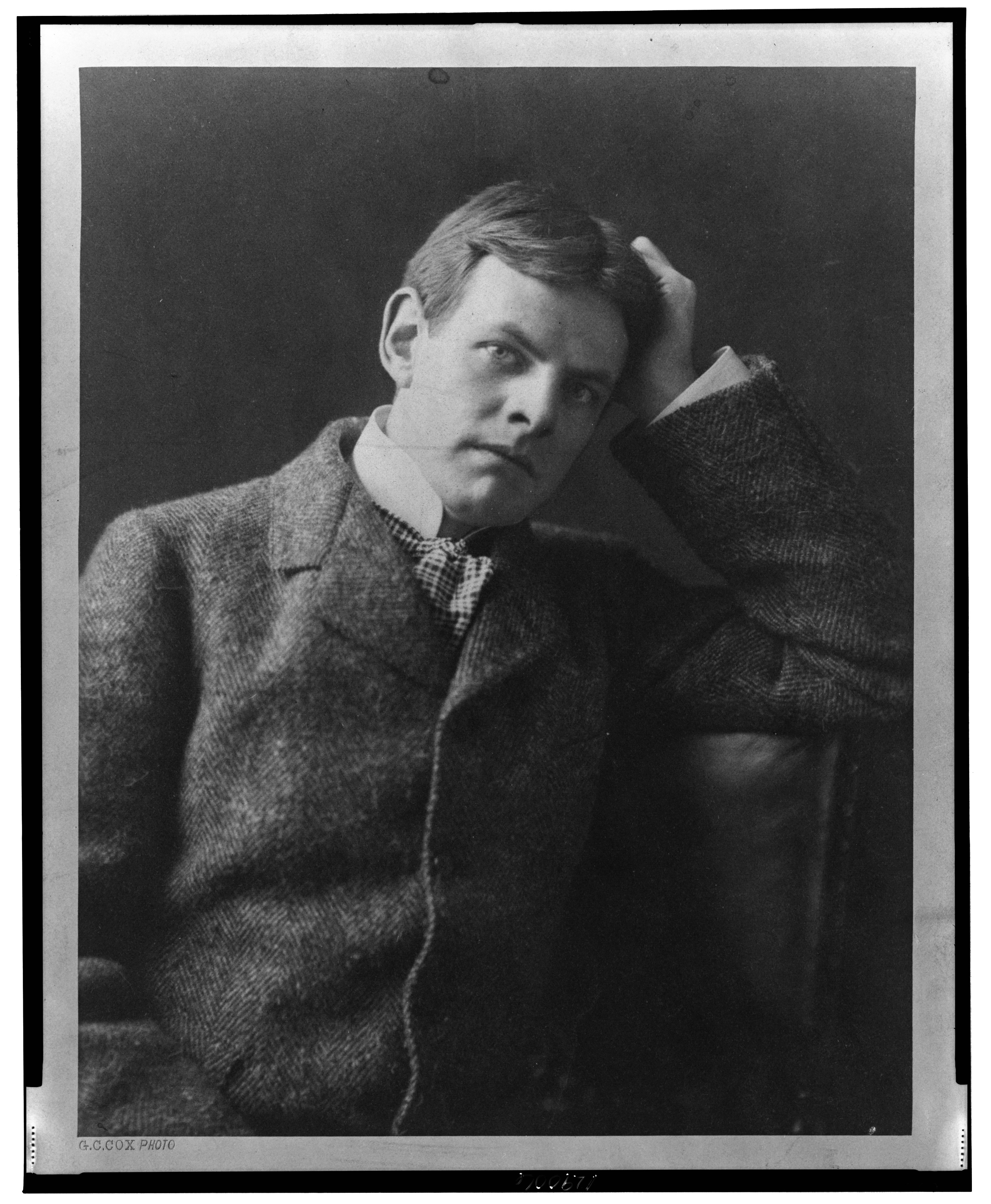
David Graham Phillips
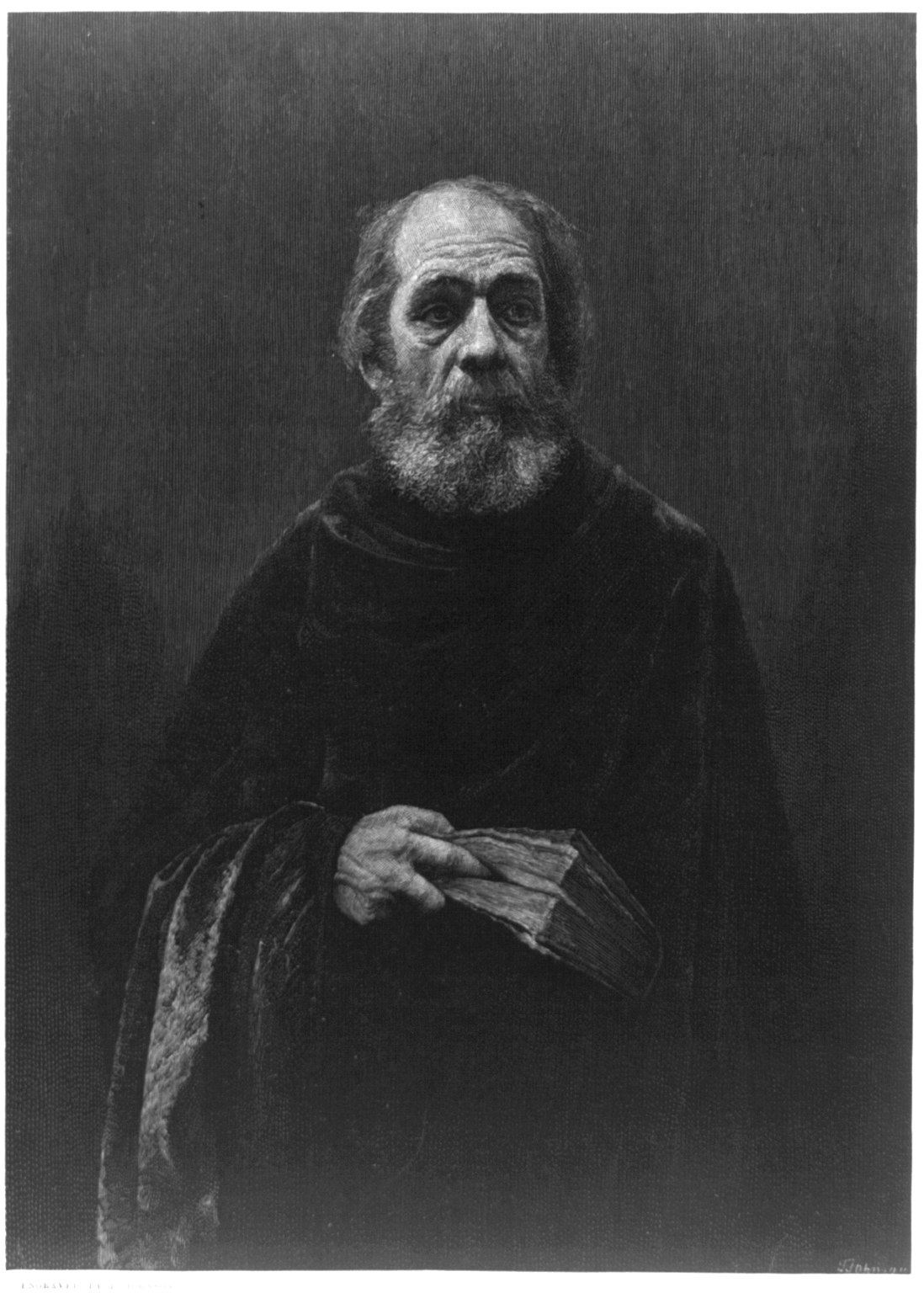
E. E. Hale
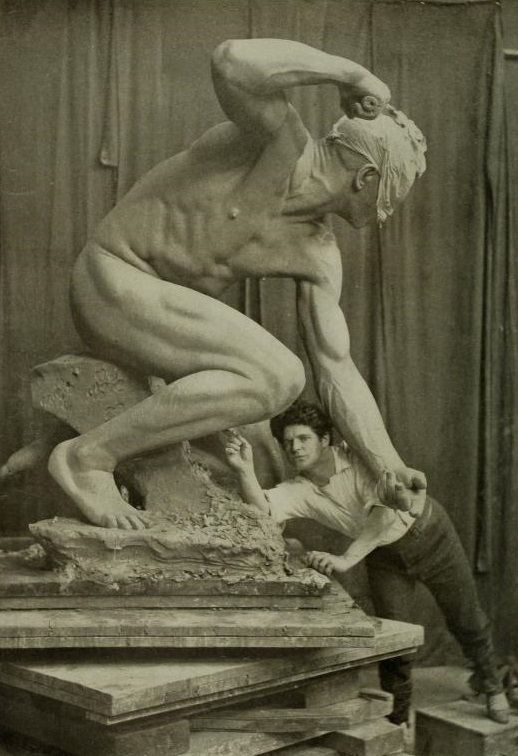
George Grey Barnard při práci
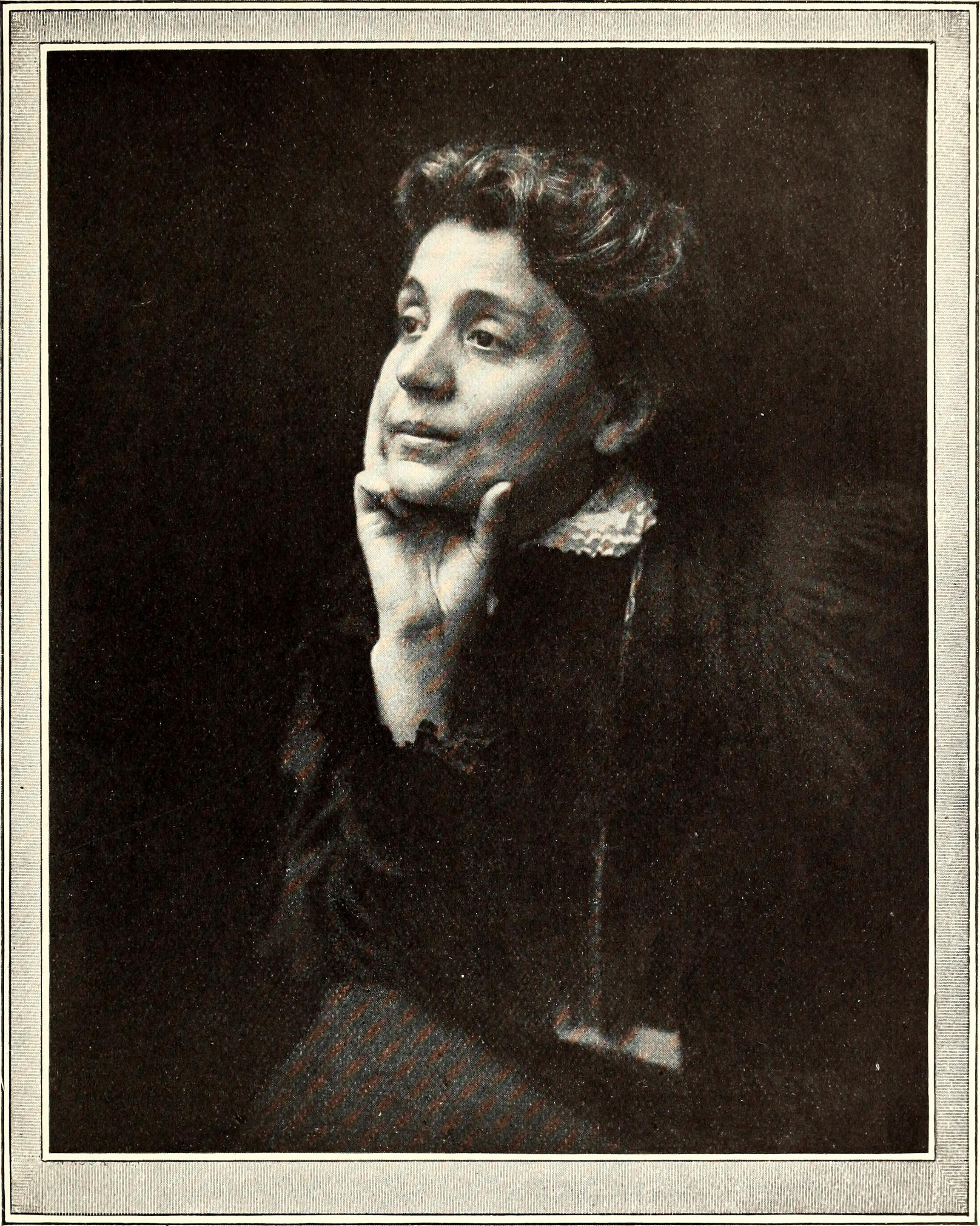
Eleonora Duse, McClure's magazine, 1893
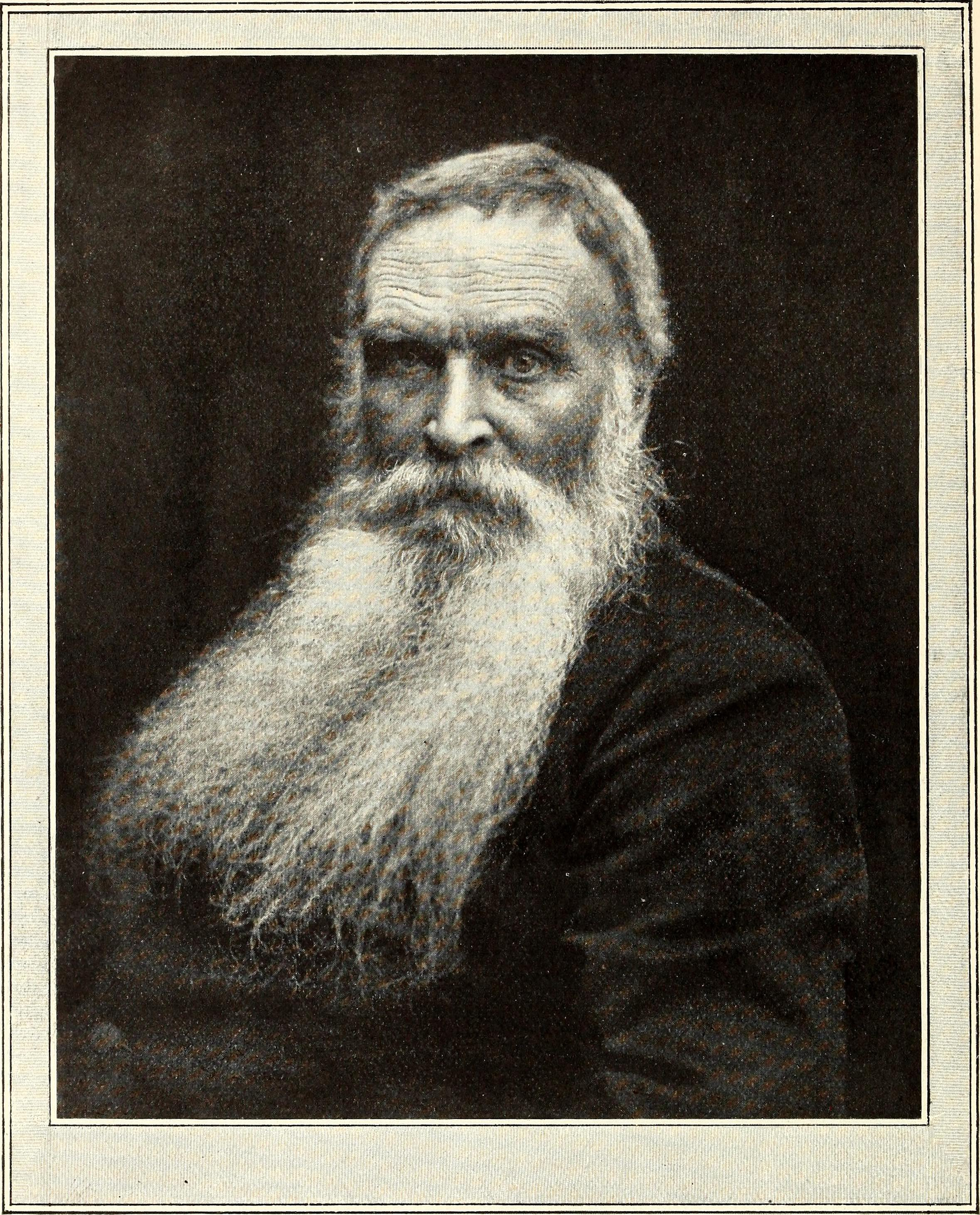
McClure's magazine (1893)
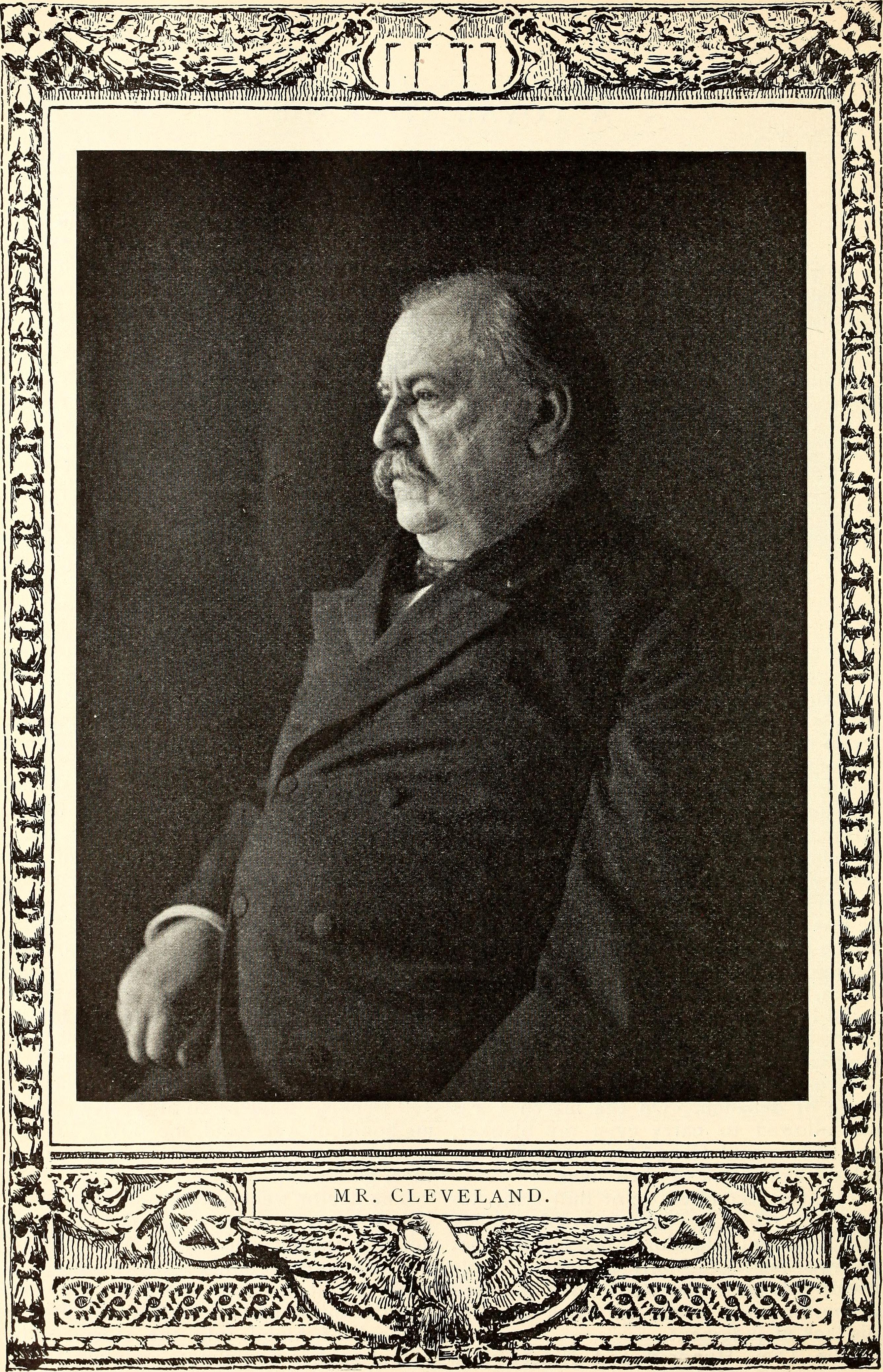
McClure's magazine (1893)
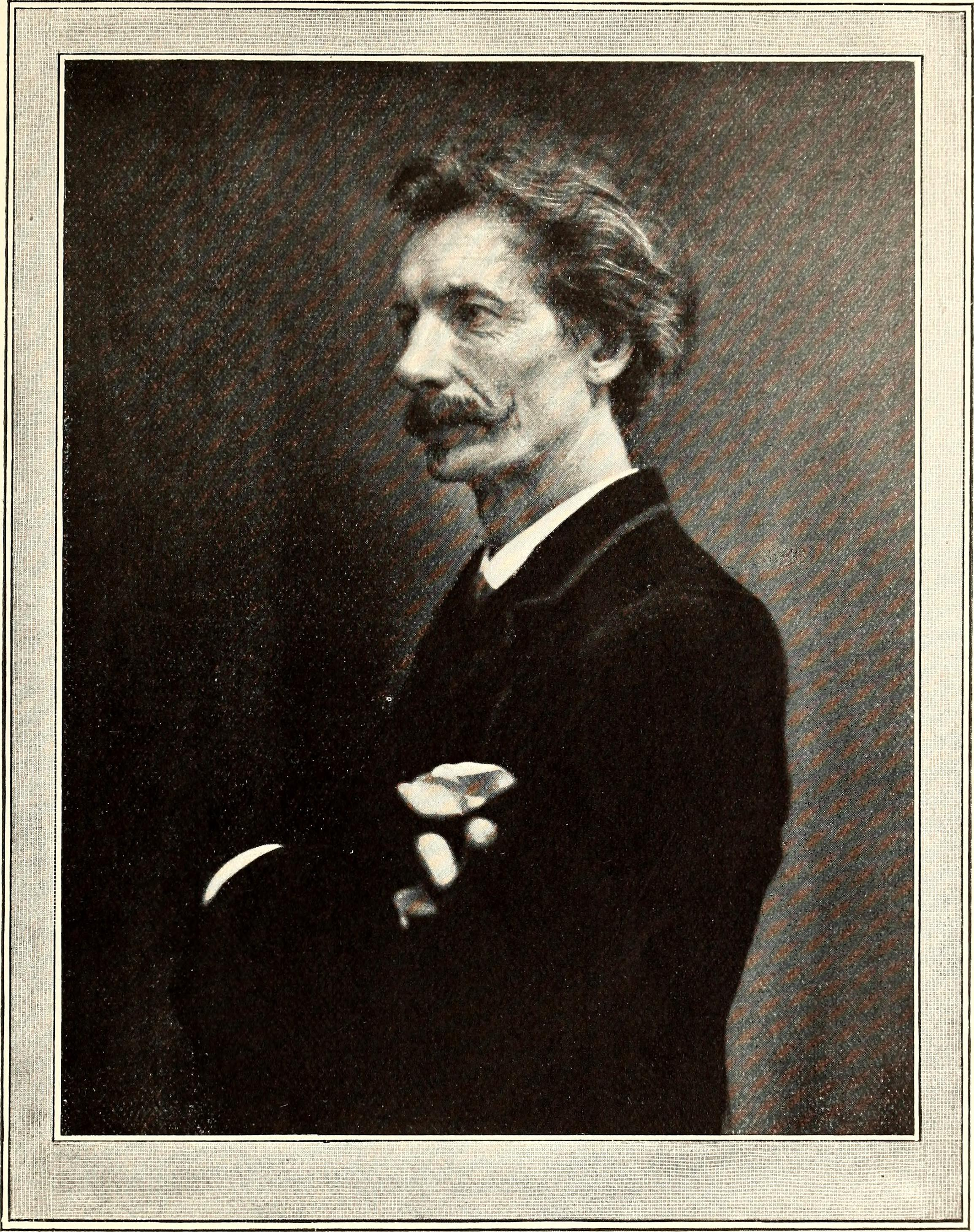
Walter Shirlaw, McClure's magazine (1893)
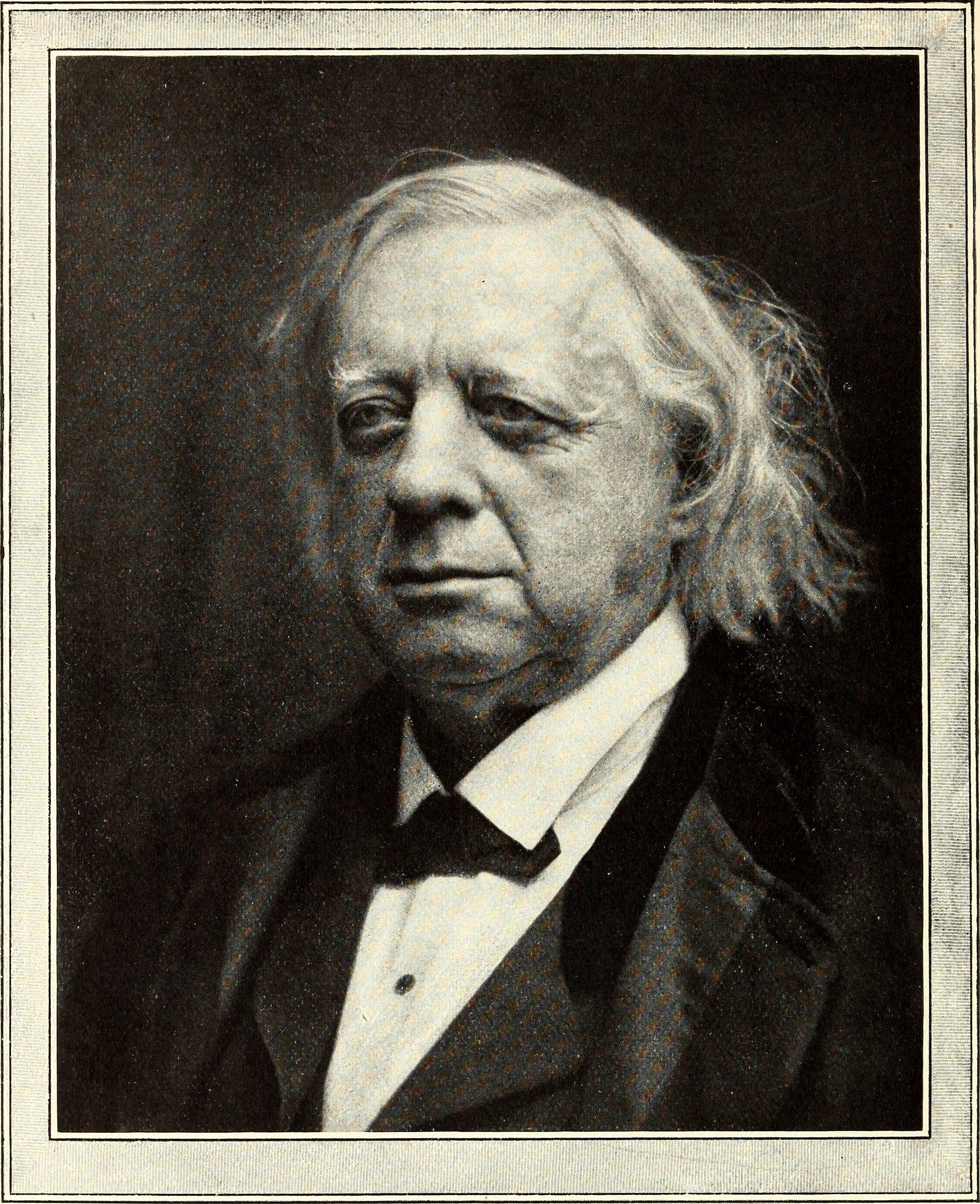
Henry Ward Beecher, McClure's magazine (1893)